# Меркурий (корвет)
«Меркурий» (бывший «Ретивый») — российский корвет с управляемым ракетным вооружением Военно-Морского Флота Российской Федерации, пятый корабль проекта 20380, построенный на Северной верфи.
Предназначен для действий в ближней и дальней морской зоне, а также для борьбы с надводными кораблями, подводными лодками и самолётами противника. Может также поддерживать десантные операции.

## Строительство
Заложен на Северной верфи 20 февраля 2015 года, получив название «Ретивый».
Спущен на воду 12 марта 2020 года.
В апреле 2020 года был сформирован экипаж корабля. В начале мая 2020 экипаж прибыл для обучения в Санкт-Петербург. В конце 2020 года корвет отправился на ходовые испытания.
15 октября 2021 года принято решение о переименовании корвета, носившего название «Ретивый», в «Меркурий», в честь исторического парусного корабля Черноморского Флота, отличившегося в русско-турецкой войне 1828—1829 годов.
Передача Черноморскому флоту была запланирована на конец 2021 года, но позже была перенесена на 2022 год. 31 июля 2022 года корвет принял участие в Главном военно-морском параде в Санкт-Петербурге. Осенью 2022 года появилась информация о возможном вводе корабля в строй в первом квартале 2023 года, но в марте объявлено было о переносе сроков сдачи на второй квартал.
13 мая 2023 года в городе Балтийске на корабле поднят флаг ВМФ России.
С 7 декабря 2023 года корабль используется в Средиземном море из-за перекрытия Турцией пролива Босфор для всех военных кораблей..

## Конструкция

### Корпус
Корпус корабля сделан из специальных стелс-материалов, что позволит снизить радиолокационную заметность корабля. На корме корабля размещён ангар с палубой для вертолётов. Благодаря тому, что корпус корабля гладкопалубный, снижено сопротивление воды примерно на 20%.

### Главная энергетическая установка
Главная энергетическая установка (ГЭУ) — двухвальная дизельная. Установка включает 2 дизельных агрегата ДДА12 000, один в носовой части корабля, другой в кормовой. Каждый дизельный агрегат включает в себя по 2 дизельных двигателя 16Д49 OAO «Коломенский завод». Дальность плавания составляет 4000 морских миль. Максимальная скорость — 27 узлов. Вырабатывают энергию 4 дизель-генератора 22-26ДГ по 630 кВт каждый.

## Вооружение

### Боевое вооружение

#### Противоторпедное и противолодочное вооружение
Защиту от подводных лодок и атакующих торпед обеспечивает комплекс «Пакет-НК». Он состоит из двух четырёхтрубных торпедных аппаратов калибра 324-мм, расположенных по бортам корабля. Для поиска и уничтожения ПЛ противника также используется палубный вертолёт Ка-27.

#### Противовоздушное вооружение
На корветах проекта 20380, в том числе и на «Меркурии», ПВО корабля обеспечивает ЗРК «Редут» (ЗУР 9М96М, 9М96Е или 9М100) в ВПУ — 12 ячеек.

#### Противокорабельное вооружение
На корабле данного проекта установлен ракетный комплекс «Уран», который состоит из 8-ми противокорабельных крылатых ракет Х-35 с дальностью до 260 км.

#### Артиллерия
Корабельная артиллерия представлена на данном корвете 100-мм артустановкой А-190 «Универсал» со скорострельностью 80 выстрелов в минуту.

### Радиоэлектронное и радиотехническое вооружение
- МФ РЛК «Заслон»[11]
- НРС «Пал-Н»
- Система управления артогнём «Пума»
- Спутниковая навигация СН-3101
- Гидролокатор «Заря-2»
- Гидростанция «Минотавр-М»
- ОГАС «Анапа-М»
- Станция РЭБ ТК-25